# ルイジ・カノット
ルイジ・カノット（Luigi Canotto 、1994年5月19日 - ）は、イタリア・ロッサーノ出身のサッカー選手。フロジノーネ・カルチョ所属。ポジションは、フォワード。

## クラブ歴
2014年10月11日、レガ・プロのレナーテ戦でプロデビューを果たした。
2020年8月28日、キエーヴォと3年契約を結んだ。
2021年8月4日、フロジノーネ・カルチョと3年契約を結んだ。